# Арсевен, Джеляль Эсад
Джеляль Эсад Арсевен (1876 — 13 ноября 1971) — турецкий художник, писатель и политик.

## Биография
Родился в 1876 году в Стамбуле в семье Великого визиря Ахмеда Эсад-паши и его жены Фатмы Сузидиль. Отец умер когда Джеляль был ещё маленьким. Окончил Галатасарайский лицей. В 1894 году окончил Военную академию в звании пехотного офицера. Среди его учителей были Ходжа Али Рыза и Зонаро.
В 1908 году вместе со своим другом Селахом Джимджозом начал издавать карикатурный журнал «Kalem». В том же году был отправлен министерством обороны за границу с целью популяризации работ турецких художников. В 1910 году написал пьесу, которая в 1958 году была издана в виде отдельной книги, а также ставилась в Государственном Театре. Затем написал пьесы «Koruyan olu» и «Alemdar Mustafa Pasa».
В 1942 году был избран членом Великого национального собрания Турции от ила Стамбул, в 1946 — переизбран от ила Гиресун.
Умер 13 ноября 1971 года в Стамбуле.